# فريدريك بريستون كون
فريدريك بريستون كون (بالإنجليزية Frederick Preston Cone) وهو سياسي أمريكي ينتمي إلى الحزب الديمقراطي ولد فريدريك بريستون كون في 28 أيلول - سبتمبر من سنة 1871 في مقاطعة كولومبيا بولاية فلوريدا. بدأ كون حياته المهنية في عام 1892 بصفته محاميا في ولاية فلوريدا. شغل كون منصب حاكم على ولاية فلوريدا ما بين عامي 1937 إلى عام 1941 توفي فريدريك بريستون كون في 28 تموز - يوليو من سنة 1948.